# 竹本修
竹本 修（たけもと おさむ、1964年1月3日 - ）は、熊本県出身の元プロ野球選手（投手）。左投左打。

## 来歴・人物
熊本県の九州学院高では園川一美の控え投手。チームは1980年に春の選抜に出場するが竹本の出番はなかった。
高校卒業後は、中京大学へ進学。当初はバレーボール部に在籍していたが、野球経験を知った先輩に誘われて硬式野球部へ転部。愛知大学リーグでは通算13試合に登板し1勝5敗。
1986年オフ、ドラフト外で阪急ブレーブスに入団。阪急のほかにも、読売ジャイアンツの入団テストにも合格していた。
左の中継ぎとして期待されるが、9回平均で与四死球6個強という制球難のため売りである癖球も意味をなさず、一軍登板は1987年の1試合のみに留まり1990年限りで現役を引退。
引退後は、4年間の球団職員生活を経て、1994年夏に兵庫県教員採用試験に合格して保健体育教諭に転身。武庫工業高を経て、市立尼崎高に異動し2000年10月より同校野球部監督に就任。金刃憲人、宮西尚生らを育てた。
部長を経て2014年春に監督に復帰し、2016年夏には兵庫大会決勝で明石商業高を3対2で下し、同校33年ぶりとなる夏の選手権出場へ導いた。
2019年に部員への暴言などで謹慎処分を受け、2020年1月に復帰した。同年秋の秋季県大会においてコーチがサイン盗みを指示したとして監督としての責任を問われ指導自粛を学校から命じられた。2021年3月に指導を再開したものの、直後の4月より尼崎双星高に異動した。また、異動後は野球の指導には携わらない予定とされたが、2024年に、翌年開催される第33回WBSC U-18ワールドカップのヘッドコーチに就任した。

## 詳細情報

### 年度別投手成績
| 年 度     | 球 団     | 登 板 | 先 発 | 完 投 | 完 封 | 無 四 球 | 勝 利 | 敗 戦 | セ 丨 ブ | ホ 丨 ル ド | 勝 率 | 打 者 | 投 球 回 | 被 安 打 | 被 本 塁 打 | 与 四 球 | 敬 遠 | 与 死 球 | 奪 三 振 | 暴 投 | ボ 丨 ク | 失 点 | 自 責 点 | 防 御 率 | W H I P |
| --------- | --------- | ----- | ----- | ----- | ----- | -------- | ----- | ----- | -------- | ----------- | ----- | ----- | -------- | -------- | ----------- | -------- | ----- | -------- | -------- | ----- | -------- | ----- | -------- | -------- | ------- |
| 1987      | 阪急      | 1     | 0     | 0     | 0     | 0        | 0     | 0     | 0        | --          | ----  | 9     | 2.0      | 1        | 0           | 2        | 0     | 0        | 3        | 0     | 0        | 0     | 0        | 0.00     | 1.50    |
| 通算：1年 | 通算：1年 | 1     | 0     | 0     | 0     | 0        | 0     | 0     | 0        | --          | ----  | 9     | 2.0      | 1        | 0           | 2        | 0     | 0        | 3        | 0     | 0        | 0     | 0        | 0.00     | 1.50    |

### 記録
- 初登板：1987年10月19日、近鉄バファローズ戦（西宮球場）、2番手で8回から救援登板、2回無失点

### 背番号
- 57 （1987年 - 1990年）